# Богат или мъртъв
„Богат или мъртъв“ (на английски: Get Rich or Die Tryin') е хип-хоп криминална драма от 2005 г. с участието на рапъра Фифти Сент в неговия актьорски дебют. Пуснат е на 9 ноември 2005 г., и е известен като Locked and Loaded по време на продукцията. За разлика от филма „Осмата миля“ с участието на Еминем, в който е използван като шаблон, той е базиран на живота на Фифти Сент и е режисиран от Джим Шеридан.